# مركز الإمام الحسن للدراسات التخصصية
مركز الإمام الحسن  للدراسات التخصصية، أحد المراكز التابعة للعتبة الحسينية، ويُعنى المركز بنشر فكر الإمام الحسن  بما يتماشى مع الحركة الثقافية والعلمية، وإسهاماً برفد المكتبة الإسلامية بإصدارات مقروءة ومسموعة ومرئية وغيرها. يقع المركز في مدينة النجف.

## التعريف
تأسس مركز الإمام الحسن للدراسات التخصصية سنة 2010 م، ليصبح بعد ذلك أحد المراكز التابعة للعتبة الحسينية. ويُعنى المركز بنشر فكر الإمام الحسن المجتبى بما يتماشى مع الحركة الثقافية والعلمية. ويقع المركز في مدينة النجف، ويرأسه السيد كاظم الخرسان.
 وإضافة للمقر الرئيس للمركز مكاتب في بعض المدن والمناطق، منها مكتب مدينة مشهد في إيران.

### أهداف المركز
للمركز أهداف كثيرة، من أهمها: تحقيق تراث الإمام الحسن وتوثيقه، إضافة إلى البحث في سيرته وحياته وفكره. كما يعتني المركز برد الشبهات التي أثيرت عليه وذلك لزيادة الوعي والمعرفة عن شخصيته واستخراج الأحكام من كلامه وكشف التغييب عن مواقفه السياسية. ويكون هذا من خلال تحقيق المخطوطات المكتوبة في حقه وزيادة غلة الكتابات والتأليف عنه بالكتب والأبحاث والمقالات وتنويع طرق التثقيف من خلال الوسائل الحديثة بعمل التصاميم والصوتيات والمرئيات والمحاضرات والندوات والملتقيات الفكرية والأدبية.

## أقسام المركز
تأسس المركز ناهضاً بفكر الإمام الحسن عليه السلام وحاملاً على عاتقه التخصص بقضاياه في أقسام خمسة، هي: الشعبة العلمية والشعبة الإدارية والشعبة الفنية وشعبة الإستديو والمكتبة التخصصية.

### الشعبة العلمية
تهدف هذه الشعبة إلى نشر معارف الإمام الحسن (عليه السلام) بجميع المجالات العلمية من التأليف والتحقيق والتوثيق والبحث في الشؤون الحسنيَّة وقضاياه الروائية والتاريخية والأدبية والتراجم وتمتد الدراسات فيه إلى ذريته وأصحابه ورجالات حديثه. وفيه أيضا: 
1. قسم تحقيق التراث الحَسني: يُعنى بتحقيق التراث المخطوط المختص بالإمام الحسن المجتبى عليه السلام, ويرصد المخطوطات الحسنية ويجمعها، والعمل بتحقيقها قائمٌ.
2. قسم البحوث والدراسات الحسنية: يُعنى بالبحوث والدراسات الحسنيّة واستكتاب المؤلفين بدراسات علمية محكمة ومحققة.
3. قسم المجلات التخصصية: ويُعنى بإصدار مجلة فصلية علمية وموضوعية لنشر الأبحاث التخصصية بالإمام الحسن عليه السلام, بالإضافة إلى إصدار مجلة شهرية تُعنى بشؤون الطفولة.[2]

### المكتبة التخصصية
في المركز مكتبة تخصصية حول الإمام الحسن (ع) وتعد أول مكتبة تخصصية في العالم تختص بالإمام (ع) وهي مفتوحة أمام الباحثين، كما وتتوفر في المركز مكتبة عامة تحتوي على المتون الحديثية والرجالية والتاريخية وغيرها من الموضوعات. وتحتوي المكتبة على: (553) عنواناً، بالعربية والفارسية والأردو والإنجليزية والإسبانية.

#### المكتبة الصوتية
المكتبة الحسنية الصوتية، هي عبارة عن قراءة صوتية لبعض الكتب الحسنية ويأتي هذا المشروع تلبية لحاجة ذوي الاحتياجات الخاصة وأيضا الذين قد لا يتوفر لديهم الوقت للمطالعة الورقية وهذا المشروع هو بداية لمشروع أكبر حيث أخذ المركز على عاتقه تبني قراءة الكتب الشيعية من المتون الحديثية وسيرة أهل البيت عليهم السلام وبعض الدراسات التي تتعلق بالشأن الإسلامي.

## نشاطات المركز
- إصدار أكثر من 50 عنوانا يختص بالإمام الحسن (ع)[7]، ومنها:[5]

- - الإمام الحسن بن علي عليهما السلام تأليف الشيخ محمد حسن آل ياسين.
  - الإمام الحسن بن علي عليهما السلام إعداد محمد حسن الشفيعي الشاهرودي.
  - الإمام الحسن في مرآة الكتب تأليف الشيخ محمد باقر الأنصاري.
  - إمامان قاما أو قعدا تأليف السيد هادي المدرسي.
  - الإمام الحسن المجتبى تأليف كمال السيد.
  - تراكيب القسم والشرط في كلام الإمامين الحسن والحسين عليهما السلام تأليف الدكتور عامر الدليمي.
  - ثورة الإمام الحسن عليه السلام تأليف السيد محمد الشيرازي.

- إقامة مهرجان الإمام الحسن (ع) العالمي.[8]
- إقامة أسبوع المودة والوفاء، في ذكرى استشهاد الإمام الحسن (ع).[5]